# René Tebbel
René Tebbel (Emsbüren, 12 de febrero de 1969) es un jinete alemán que compitió en la modalidad de salto ecuestre. Es padre del jinete Maurice Tebbel.
Ganó una medalla de plata en el Campeonato Mundial de Saltos Ecuestres de 1990, en la prueba por equipos.

## Palmarés internacional
| Representando a la RFA |                    |                  |             |
| Campeonato Mundial     |                    |                  |             |
| Año                    | Lugar              | Medalla          | Categoría   |
| 1990                   | Estocolmo (Suecia) | Medalla de plata | Por equipos |